# Монро (Охајо)
Монро (енгл. Monroe) град је у америчкој савезној држави Охајо.

## Демографија
По попису из 2010. године број становника је 12.442, што је 5.309 (74,4%) становника више него 2000. године.
| Група             | 2000.         | 2010.          |
| Белци             | 6.900 (96,7%) | 11.392 (91,6%) |
| Афроамериканци    | 101 (1,4%)    | 455 (3,7%)     |
| Азијати           | 24 (0,3%)     | 208 (1,7%)     |
| Хиспаноамериканци | 46 (0,6%)     | 224 (1,8%)     |
| Укупно            | 7.133         | 12.442         |